# 芬園寶藏寺
芬園寶藏寺位於臺灣彰化縣芬園鄉，前殿供奉觀世音菩薩，後殿供奉天上聖母與玉皇大帝，於民國74年（1985年）11月27日經彰化縣政府公告為第三級古蹟，現為縣定古蹟。該寺為當地信仰中心，與鹿港龍山寺、南投碧山巖、社頭清水巖、花壇虎山巖齊名，俗稱為「三巖二寺」。

## 歷史沿革
寶藏寺創於鄭氏時代永曆26年（1672年），原為供奉觀音菩薩之小寺，位為芬園鄉進芬村彰南路三段135巷100號之現址。清治時代康熙27年（1688年）又增建前殿，斯時廟貌已趨雛形。傳說中雍正元年（1723年）芬園地區曾有瘟疫傳染，斯時適逢鹿港天后宮媽祖（老大媽）繞境經過寶藏寺，曾暫住本寺為民治病，故使瘟疫之民困抒解。乾隆50年（1785年）興建後，於道光7年（1827年）重修。道光28年（1848年）時廟宇傾圮又被地震破壞，於是當時廪生唐憲榮、首事江成春、黃玉池、張成堂等人便提議重修，各界響應而共捐銀1,429圓，工程則於道光30年（1850年）完工。
而原本寺中僅供奉觀世音菩薩，乃雍正元年（1723年）鹿港天后宮媽祖遶境至芬園，於該寺留宿時被當時受瘟疫所苦的居民挽留，之後便分靈鹿港天后宮媽祖供奉於後殿。
寶藏寺曾在日治時代大正2年（1913年）整修，奠定今日廟宇之雛形。又在黃玉池後代主持下於大正8年（1919年）重修，進入民國時期後，該寺在民國58年（1969年）增設忠義祠，供奉貓羅溪西勇士牌位。被彰化縣政府指定為古蹟之後再度進行重修，於民國88年（1999年）12月完工，舉行入火安座儀式。

## 慶典活動
下述寶藏寺舉辦的慶典活動以農曆為準：
- 正月9日：玉皇大帝聖誕（舉行慶祝法會）百年傳統九角頭迎天公
- 正月15日：燃點光明燈和太歲燈、文昌帝君聖誕（擇定正月15日聯合舉行法會）
- 2月19日至3月20日：觀世音菩薩聖誕、註生娘娘聖誕（擇定2月19日聯合舉行慶祝法會）
- 3月23日：天上聖母聖誕（舉行消災法會）
- 6月19日：觀世音菩薩成道紀念日
- 6月24日：關聖帝君聖誕（擇定6月19日聯合舉行慶祝法會）
- 7月29、30日：地藏王菩薩聖誕（舉行消災法會）
- 9月9日、19日：斗母星君聖誕、觀世音菩蕯出家紀念日（舉行消災法會）
- 12月15日：本寺光明燈、謝太歲圓滿法會

## 圖集

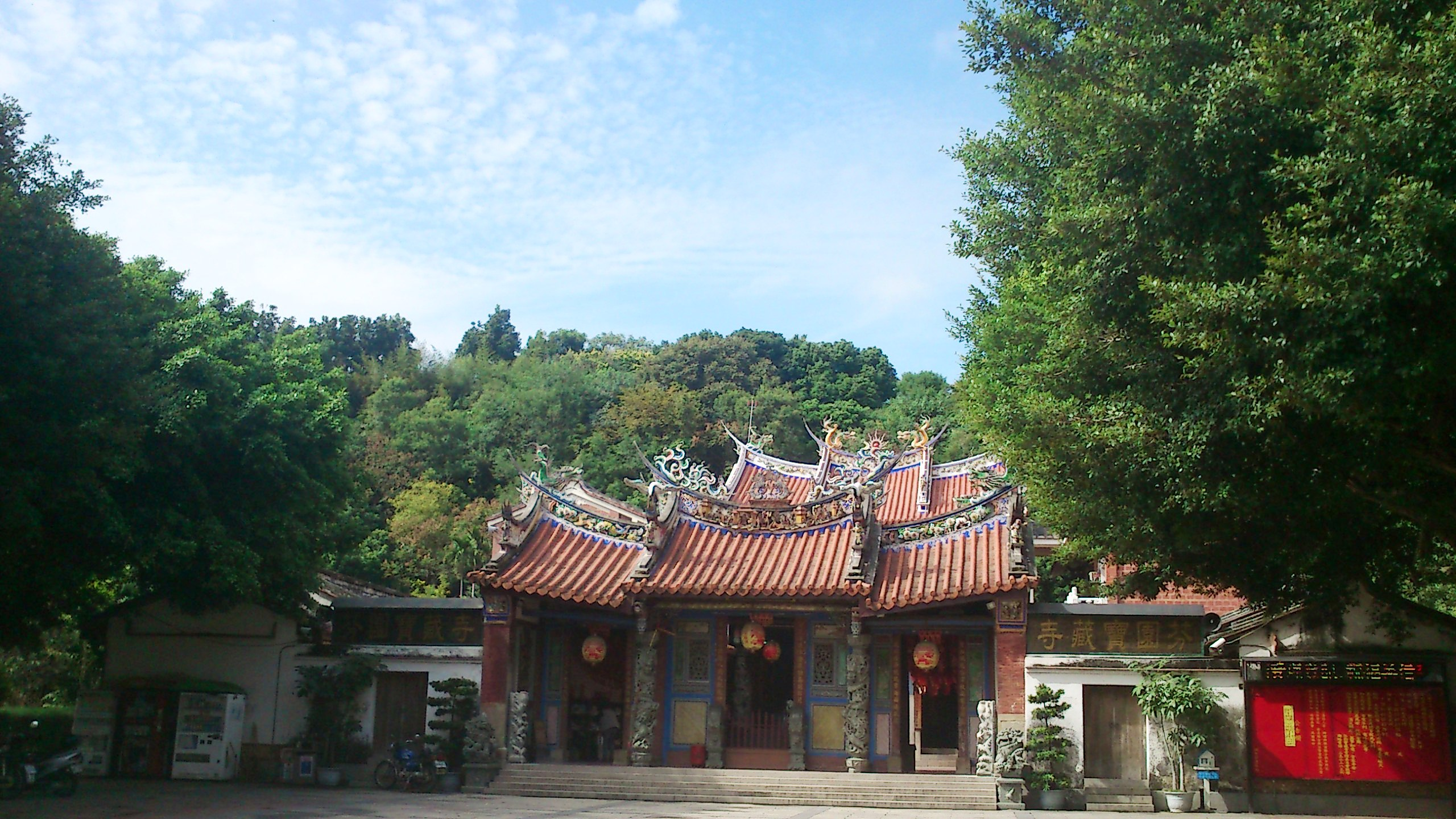
正門
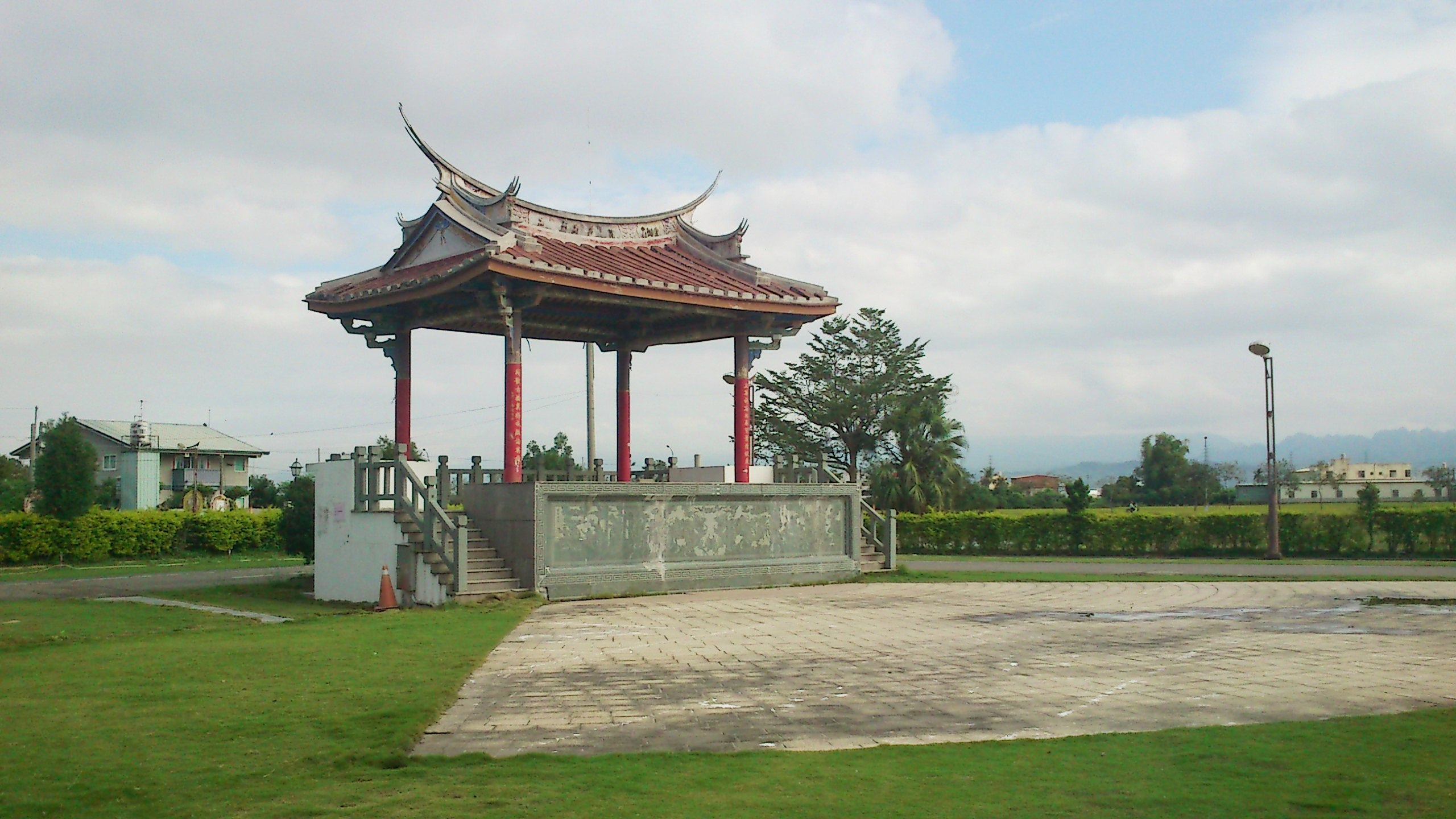
寺前廣場之戲台

## 外部連結
- 官方网站
- 芬園寶藏寺的Facebook專頁